# Nouzha El Yacoubi
 Nouzha El Yacoubi  (arabisch نزهة اليعقوبي, DMG Nuzha al-Yaʿqūbī; * 24. April 1950) ist eine marokkanische Mathematikerin und Hochschullehrerin. Sie wurde für den Zeitraum 2017–2021 zur Präsidentin der Afrikanischen Mathematischen Union gewählt. Sie ist die erste Frau, die diese Position innehat.

## Leben und Werk
El Yacoubi promovierte 1978 bei Mohamed Akkar an der Mohammed-V.-Universität in Rabat mit der Dissertation: Sur les Modules Topologiques et Bornologiques. Sie war von 1995 bis 2009 Vorsitzende der Kommission der Afrikanischen Mathematischen Union für panafrikanische Mathematikolympiaden und von 2004 bis 2009 Generalsekretärin der Afrikanischen Mathematischen Union. Für den Zeitraum von 2017 bis 2021 wurde sie zur Präsidentin der Afrikanischen Mathematischen Union gewählt und ist damit die erste Frau in dieser Position. Sie ist Professorin an der Fakultät für Naturwissenschaften der Mohammed-V.-Universität.

## Mitgliedschaften (Auswahl)
- Commission on Pan African Mathematics Olympiad
- Moroccan Mathematical Society
- Centre International de Mathématiques Pures et Appliquées
- Organisation für Frauen in der Wissenschaft für Entwicklungsländer